# هوندا سی‌بی۶۵۰
هوندا سی‌بی۶۵۰ (به انگلیسی: Honda CB650) یک موتورسیکلت ژاپنی با حجم ۶۲۷ سی‌سی (۳۸٫۳ اینچ مکعب) است که از سال ۱۹۷۹ تا ۱۹۸۵ تولید می‌شد. این موتورسیکلت دارای یک انجین، چهارسیلندر خطی، چهارزمانه، میل‌سوپاپ بالاسری، هواخنک (بدون‌رادیاتور) و کارتر مرطوب با دو سوپاپ در هر سیلندر بود. این محصول نمونه توسعه‌یافته سی‌بی۵۰۰ فور بود که خود از سی‌بی۵۵۰ حتی قدیمی‌تر مشتق شده بود. سی‌بی۶۵۰ آخرین سری موفق موتورهای چهار سیلندر، چهارزمانه، هوا خنک بود که در سال ۱۹۶۹ با سی‌بی۷۵۰ آغاز شد. 
برای صرفه‌جویی در هزینه، سی‌بی۶۵۰ طوری طراحی شد که در همان خط تولید مدل قبلی سی‌بی۵۵۰ و با استفاده از ابزارهای موجود تولید شود. بلوک سیلندر سی‌بی۶۵۰ طراحی جدیدی داشت، اما سوراخ‌های گل‌میخ موتورسیکلت قبلی را به اشتراک می‌گذاشت، که ممکن است توضیح دهد که چرا این موتورسیکلت نمی‌توانست یک موتورسیکلت کامل ۶۵۰ سی‌سی باشد. به همین ترتیب، بدنه تقریباً مشابه سی‌بی۵۵۰ بود. اهرم‌های فرمان و ابزارها (سرعت‌سنج و دورسنج) نیز از مدل قبلی منتقل شده بودند. سی‌بی۶۵۰ طبق ادعا ۶۳ اسب بخار (۴۷ کیلووات) در ۹٫۰۰۰ دور بر دقیقه قدرت تولید می‌کرد.